# Opel Sintra
| Sterne im Euro-NCAP-Crashtest |

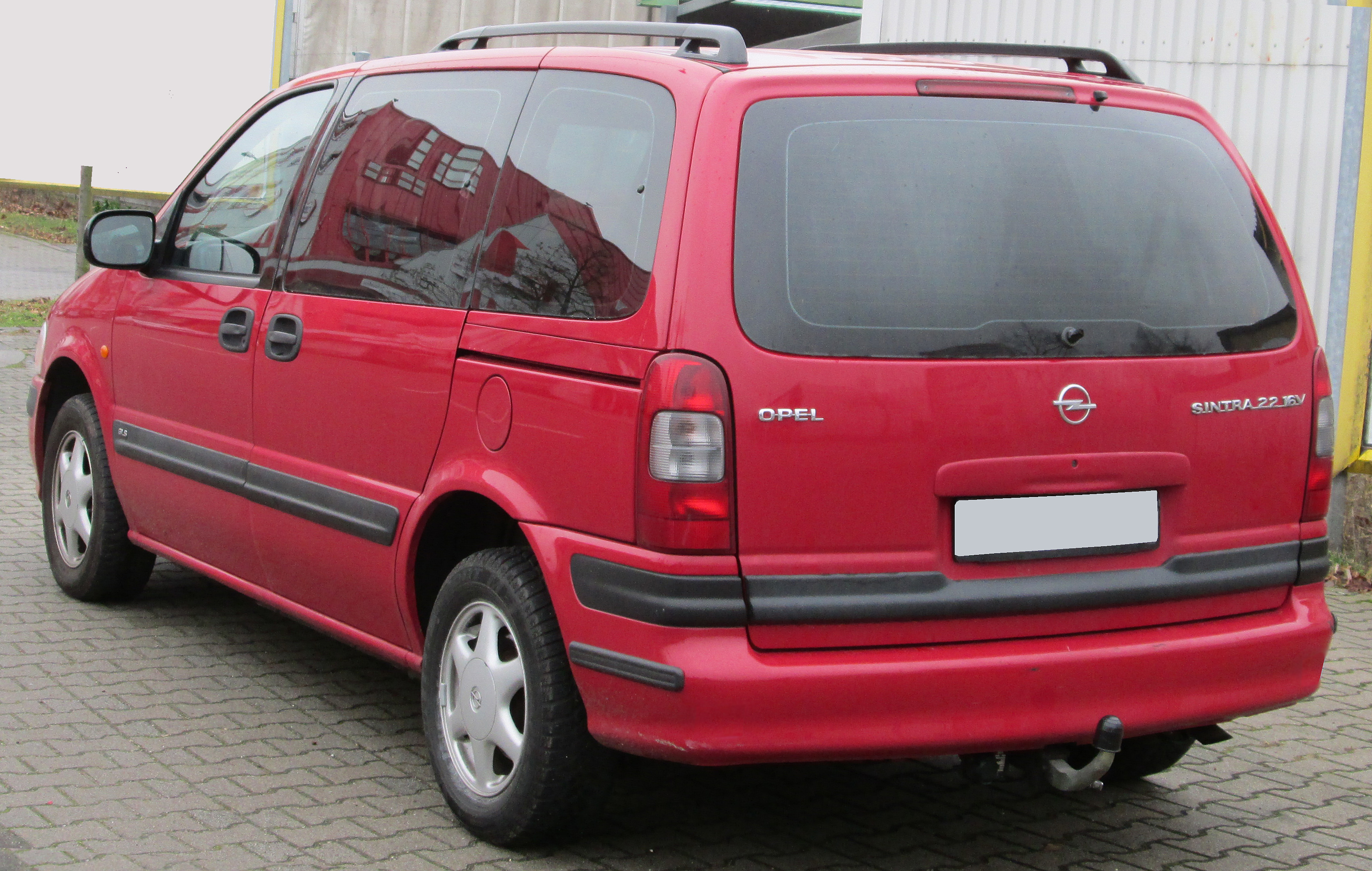
Heckansicht

Der Opel Sintra war ein Van des Herstellers Opel und basierte auf einer Konstruktion der Konzernmutter General Motors. Er war baugleich mit dem Chevrolet Venture, Oldsmobile Silhouette, Pontiac Trans Sport (ab 2000 Pontiac Montana), Buick GL8 und Vauxhall Sintra.
Der Sintra bot mit Einzelsitzen bis zu sieben Personen und mit hinterer Dreier-Sitzbank auch acht Personen Platz.

## Geschichte
Zum Marktstart in Deutschland im Herbst 1996 war der Sintra zunächst mit zwei Benzinmotoren lieferbar, denen im Sommer 1998 ein Dieselaggregat folgte:
- 2.2i: Vierzylinder-Ottomotor mit 104 kW/141 PS (08.1996–04.1999)
- 3.0i V6: Sechszylinder-Ottomotor mit 148 kW/201 PS (08.1996–04.1999)
- 2.2 DTI: Vierzylinder-Turbodiesel mit Direkteinspritzung und 85 kW/115 PS (07.1998–04.1999)

Für die Montage des Sintra war das in Luton ansässige Unternehmen IBC Vehicles Ltd. zuständig. Die Fahrzeuge aus dem letzten Modelljahr dagegen rollten zwar im selben Werk vom Band, doch operierte das Unternehmen nun unter dem neuen Namen GM Manufacturing Luton Ltd.
Parallel wurde der Pontiac Trans Sport (später der Pontiac Montana) bis 2004 mit einigen Modifikationen (z. B. mit Pontiac-Kühlergrill ohne Pontiac-Emblem, später inklusive Chevrolet-Logo) offiziell nach Europa importiert und über ausgewählte Opel-Händler als Chevrolet Trans Sport angeboten.
Der Opel Sintra blieb in den Verkaufszahlen weit hinter den Erwartungen zurück; eingestellt wurde er letztlich nach den katastrophalen Ergebnissen mehrerer Crashtests.
Im April 1999 wurde der Opel Sintra durch den auf der Astra-Plattform (GM3000) basierenden und damit deutlich kompakteren Zafira abgelöst.

## Maßnahmen zur Verbrauchsreduktion
Um das Fahrzeuggewicht zu senken, wurde die Motorhaube komplett aus Aluminium gefertigt, was zu einer Gewichtseinsparung von etwa 6,2 kg gegenüber einer herkömmlichen Motorhaube aus Stahlblech führte. Die serienmäßigen Aluräder sparten neun Kilogramm, vier Kilogramm die aus einem Aluteil bestehenden Vorderachsschenkel. Die Lehnenrahmen der Einzelsitze, der Pedalträger und die Lenkradnabe sind aus Magnesiumlegierungen gefertigt. Die hohlgebohrte Zahnstange der Lenkung aus hochfestem Stahl ermöglichte ebenfalls weitere Gewichtseinsparungen. Selbst die Schraubenfedern aus neuem Stahl waren 2,4 Kilogramm leichter als bisher. In die Längsträger und die Torsionskurbel der Hinterachse wurden Löcher gestanzt und sogar die Reifen waren eine Sonderentwicklung von Firestone, um den Rollwiderstand weiter zu senken.
Auch in Sachen Abgasverhalten wurden neue Wege beschritten. Es wurde erstmals eine Sekundärlufteinblasung zwischen Motor und Katalysator eingeführt, welche nach dem Kaltstart mit einem elektrischen Gebläse für einige Sekunden Frischluft in das Abgassystem bläst, was durch Nachoxidation zu einer schnelleren Erwärmung des Katalysators führt.

## Ausstattungen

### GLS
- Full Size- und Seitenairbags für Fahrer und Beifahrer
- Dreipunkt-Sicherheitsgurte vorn und in der zweiten und dritten Sitzreihe außen
- pyrotechnische Gurtstraffer vorn
- ABS, elektronisch geregelt
- Außenspiegel Fahrer- und Beifahrerseite elektrisch einstell- und beheizbar
- dritte Bremsleuchte
- elektrische Fensterheber vorn
- Handschuhfach abschließbar und beleuchtet
- Klimaanlage, FCKW-frei
- vier Leichtmetallräder 6J×15
- Reinluftfiltersystem mit Pollenfilter
- Doppelstahlrohrverstärkung in Türen und Schwellern
- computerberechnete Verformungszonen an Bug und Heck
- Scheibenbremsen vorn und hinten
- zwei Schiebetüren mit Kindersicherung
- Servolenkung
- dreh- und höheneinstellbare Vordersitze mit einstellbarer Lendenwirbelstütze und Mittelarmlehne
- Wärmeschutzverglasung, grün
- Wegfahrsperre
- Zentralverriegelung mit Funkfernbedienung und Diebstahlsicherung

### CD
- Diebstahlwarnanlage mit Ultraschall-Innenraumüberwachung
- Geschwindigkeitsregelanlage, elektronisch
- Niveauregulierung, elektronisch gesteuert
- Schiebedach, elektrisch
- Vier-Speichen-Lenkrad, höheneinstellbar
- Automatikgetriebe mit vier Fahrstufen und drei Fahrprogrammen
- Vordersitze mit sechsfacher elektrischer Sitzeinstellung

## Technische Daten
| Modell                                  | 2.2                   | 3.0                | 2.2 DTI               |
| Zylinderzahl                            | R4                    | V6                 | R4                    |
| Motorcode                               | X22XE                 | X30XE              | X22DTH                |
| Hubraum (cm³)                           | 2198                  | 2962               | 2171                  |
| Max. Leistung (kW/PS)                   | 104/141 bei 5400      | 148/201 bei 6000   | 85/115 bei 3800       |
| Max. Drehmoment (Nm)                    | 202 bei 2600          | 260 bei 3600       | 260 bei 1900–2500     |
| Höchstgeschwindigkeit (km/h)            | 183–189               | 201                | 175                   |
| Getriebe (Serienmäßig)                  | 5 Gang-Schaltgetriebe | 4 Stufen-Automatik | 5 Gang-Schaltgetriebe |
| Beschleunigung 0–100 km/h (s)           | 12,8                  | 10,9               | 14,5                  |
| Tankinhalt (l)                          | 70                    | 76                 | 70                    |
| Verbrauch kombiniert (l/100 km) (1)     | 9,9 S                 | 11,5 S             | 7,9 D                 |
| Kohlenstoffdioxid-Emissionen (l/100 km) | 238 g/km              | 275 g/km           | 214 g/km              |

## Sintra Fuel Cell
Der Opel Sintra Fuel Cell war die Studie eines Brennstoffzellenfahrzeugs, die auf dem Genfer Auto-Salon im März 1998 vorgestellt wurde. Das Fahrzeug basierte auf dem Opel Sintra, hatte eine Polymerelektrolytbrennstoffzelle und einen Methanol-Reformer. Die Systemleistung betrug 50 kW (68 PS).
Noch im September desselben Jahres präsentierte Opel auf der Paris Motor Show mit dem Zafira Fuel Cell einen fahrfähigen Nachfolger auf Basis des Zafira A, im Jahr 2000 folgte dann der Opel HydroGen1.